# Boży Dar (powiat lubelski)
Boży Dar – wieś w Polsce położona w województwie lubelskim, w powiecie lubelskim, w gminie Krzczonów.
W latach 1975–1998 miejscowość należała administracyjnie do województwa lubelskiego.
W miejscowości Boży Dar znajdowały się dwa maszty RTCN Boży Dar. Jeden z nich został zlikwidowany w maju 2014 roku.
Ze wsi pochodził poeta ludowy Józef Małek.
Wieś stanowi sołectwo gminy Krzczonów. Według Narodowego Spisu Powszechnego z roku 2011 wieś liczyła 60 mieszkańców.
Wierni Kościoła rzymskokatolickiego należą do parafii Wniebowzięcia Najświętszej Maryi Panny w Krzczonowie.